# Ama (Taucher)

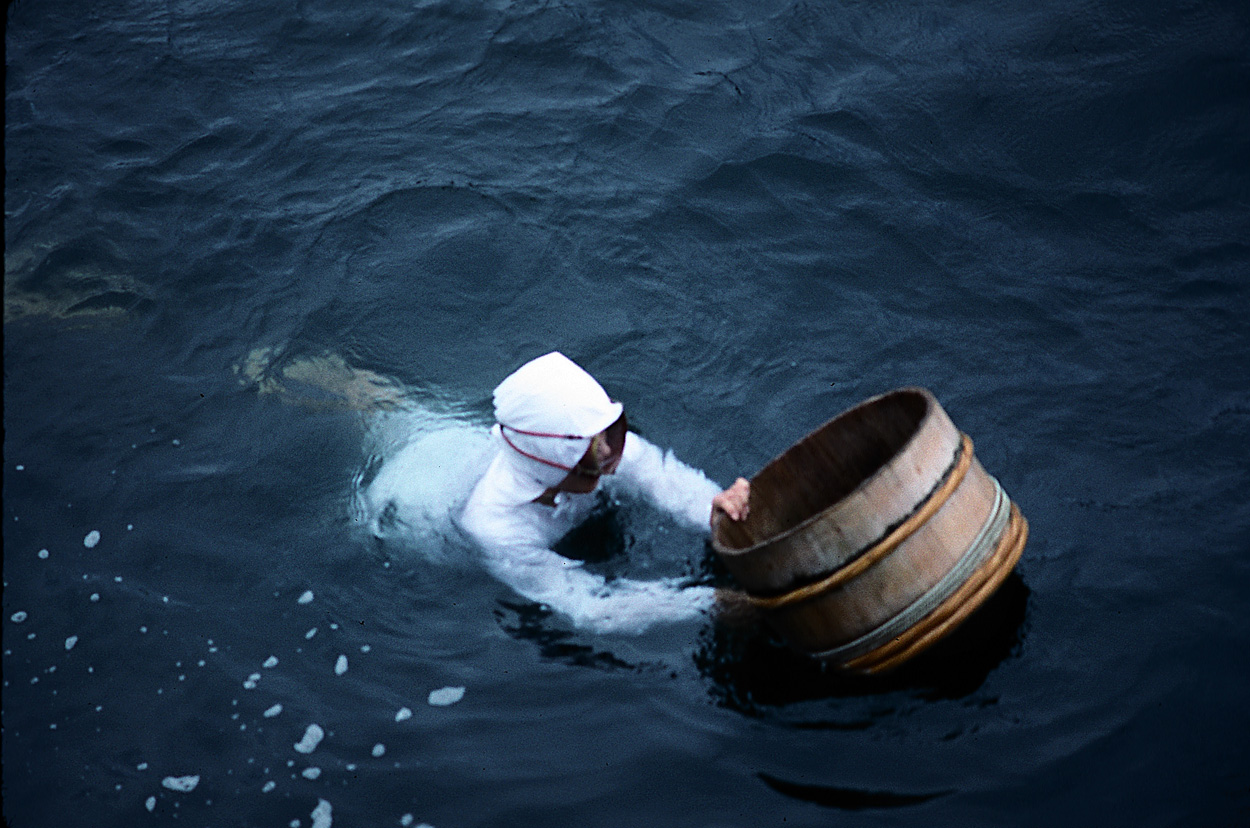
Ama

Ama (jap. 海人, dt. „Meermensch“, für Männer: 海士, dt. „Meermann“, für Frauen: 海女, dt. „Meerfrau“) ist die japanische Bezeichnung für Apnoe-Muscheltaucher, üblicherweise Frauen. Die Schriftzeichen 海人 werden auf in den Ryūkyū-Sprachen uminchu und im Dialekt der Izu-Halbinsel kaito gelesen.

## Arbeitsweise
Traditionell hatten Ama beim Tauchen ein Fundoshi (Lendenschurz) an, heutzutage tragen sie meist Neoprenanzüge, über die sie weiße Kleidungsstücke streifen. Die weiße Kleidung soll Haie und Unglück fernhalten. Das geweihte Kopftuch wird nach alter Tradition gebunden. Die Frauen bleiben bis zu einer Minute unter Wasser und erreichen Tiefen von fünf bis maximal zwanzig Metern. Bei geringer Tauchtiefe von 5 bis 7 Meter bleiben sie für ihre Sammelaktivitäten etwa 15 Sekunden am Meeresboden. Sie wiederholen ihre Tauchgänge dann bis zu 60 mal pro Stunde. Sie tauchen in der Fangsaison von März bis September nach Meeresschnecken, Muscheln, Seeigel, Algen und insbesondere den kostbaren Seeohren (Awabi).
Die Arbeit ist sehr anstrengend, die Anzahl der Ama in Japan inzwischen auf rund 2000 Taucherinnen (Stand 2016) abgesunken. Für den Rückgang der Tätigkeit gibt es noch weitere Ursachen: Einerseits gehen durch Überfischung und Verschmutzung die natürlichen Bestände zurück, andererseits kommen heute 80 % aller Abalonen, die in Japan gegessen werden, aus Zuchtbetrieben. Außerdem sind infolge des gesellschaftlichen Wandels auch für jüngere Frauen Ausbildung und Berufe mit Arbeitsmöglichkeiten außerhalb von Fischerei und Landwirtschaft attraktiver geworden. Unter den verbliebenen Ama finden sich nicht wenige, die noch als 70-Jährige tauchen.

## Literarische Rezeption
Ian Fleming ließ einen Zeitraum am Ende des Romans Du lebst nur zweimal bei den Ama spielen: James Bond braucht eine Operationsbasis in deren Seegebiet und wird dort in einer Familie untergebracht. Beim Einsatz wird er verletzt und verliert sein Gedächtnis. Bis Bruchstücke aus seinem früheren Leben auftauchen, bleibt er bei einer jungen, attraktiven Taucherin in einem eheähnlichen Verhältnis.

## Film
- Die Meerfrauen von Japan. Dokumentarfilm, Deutschland, 2009, 52:30 Min., Buch und Regie: Carmen Butta, Produktion: MedienKontor, arte, Reihe: 360° – Geo-Reportage, Erstsendung: 1. November 2009 bei arte, Inhaltsangabe von Geo, online-Video.
- Ama-San – Die Frauen des Meeres Dokumentarfilm, Japan/Portugal/Schweiz, 2016, 112 Min., Buch und Regie: Cláudia Varejão